# Kasteel te Velde

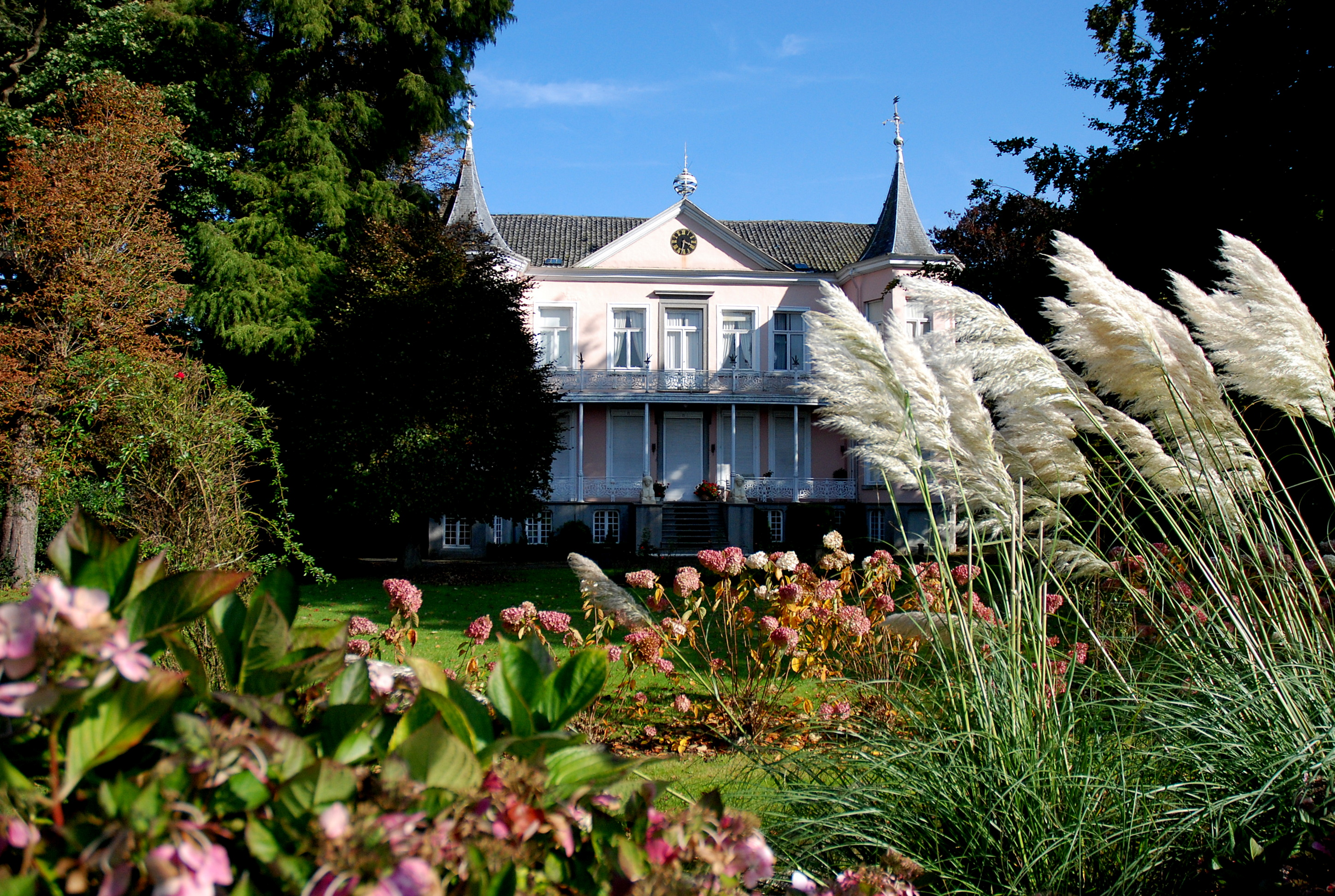
Kasteel te Velde

Het Kasteel te Velde is een kasteel in de tot de Oost-Vlaamse gemeente Deinze behorende plaats Merendree, gelegen aan de Gerolfsweg 4.

## Geschiedenis
De vroegste geschiedenis van dit kasteeltje is nog niet geheel bekend. Het zou in de 16e eeuw zijn gebouwd en in 1746 afgebrand en herbouwd zijn. Begin 19e eeuw werd het gebruikt als zomerverblijf door François Amand Clemmen, die in 1806 de voorgevel liet herbouwen en in 1824 overleed. Later heeft ook de politicus Josse Delehaye in dit kasteeltje gewoond.

## Gebouw
Het betreft een kasteel met roze geschilderde voorgevel, voorzien van driehoekig fronton, een balkon en geflankeerd door twee veelhoekige hoektorentjes van 1888. Twee sfinxen flankeren de toegangstrap.
Het kasteel bevat een salon in empirestijl met witmarmeren schouw.
Op het domein vindt men enkele dienstgebouwen, een paviljoentje in Moorse stijl en aan de vijver een prieel.